# Edmund Harburger

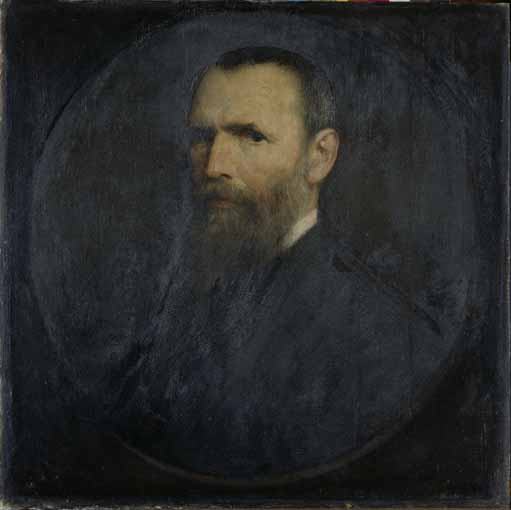
Edmund Harburger, Selbstporträt

Edmund Harburger (* 4. April 1846 in Eichstätt; † 5. November 1906 in München) war ein deutscher Zeichner und Maler.

## Leben
Wohl durch Namensverwechslung wird er verschiedentlich zu den jüdisch-stämmigen Künstlern Münchens gerechnet; seine Vorfahren waren jedoch katholischen Glaubens. Der Urgroßvater Johann Adam Harburger (* ca. 1739; † 1802) stammte aus Velburg in der Oberpfalz, der Großvater Lorenz Harburger wurde 1778 in Breitenbrunn in der Oberpfalz geboren und starb 1845 als Tuchmacher in Eichstätt; der Vater war Franz Xaver Harburger (* 1814 in Eichstätt; † als Kaufmann in Mainz). 1838 heiratete dieser in Mainz Elisabeth Lauer (* 1819 in Mainz), Tochter eines Steinplattenhändlers. In Mainz erlernte der Sohn Edmund den Beruf des Maurers, den er bis 1865 ausübte. In Mainz empfing er auch erste künstlerische Anregungen durch den Tiermaler Johann Erdmann Gottlieb Prestel (* 1804; † 1873), dem Schwager seines Arbeitgebers, und versuchte sich in Wandmalereien des Preußischen Kasinos.
Nach sechsjähriger Lehrzeit bezog er das Polytechnikum in München, um sich im Baufach weiterzubilden, ging aber mehr und mehr seiner eigentlichen Leidenschaft nach und studierte ab Mai 1866 an der Münchener Akademie der Bildenden Künste (Matrikel-Nr. 02245) bei Karl Raupp und Wilhelm (Heinrich) Lindenschmit d. J. in der Antikenklasse. Neben der Malerei interessierte er sich vor allem für die Illustrations- und Karikaturen-Kunst; Holzstiche von ihm wurden erstmals 1872 in einem Buch des Mainzer Lokalpoeten Friedrich Lennig veröffentlicht. Zunächst brachte die Zeitschrift „Die Gartenlaube“ politische Karikaturen aus seiner Hand, dann, ab 1870, die „Fliegenden Blätter“, denen er bis 1906 rund 1.500 humoristische Zeichnungen lieferte und zusammen mit Adolf Oberländer und Adolf Hengeler das Blatt um die Jahrhundertwende prägte.
Harburger studierte er die holländische Genremalerei des 17. Jahrhunderts (u. a. David Teniers d. J. und Adriaen van Ostade). 1871 hielt er sich längere Zeit in Tirol auf, wo er eine Vielzahl von Interieurs malte. 1876/78 kopierte er Alte Meister in Venedig. 1882 wartete er mit einem eigenen, in München bei Braun & Schneider gedruckten großformatigen „E. Harburger Album“ mit 60 seiner Arbeiten auf. Der Münchner Schriftsteller Julius Beck beschrieb sein Atelier auf der Grundlage einer Photographie von Carl Teufel.

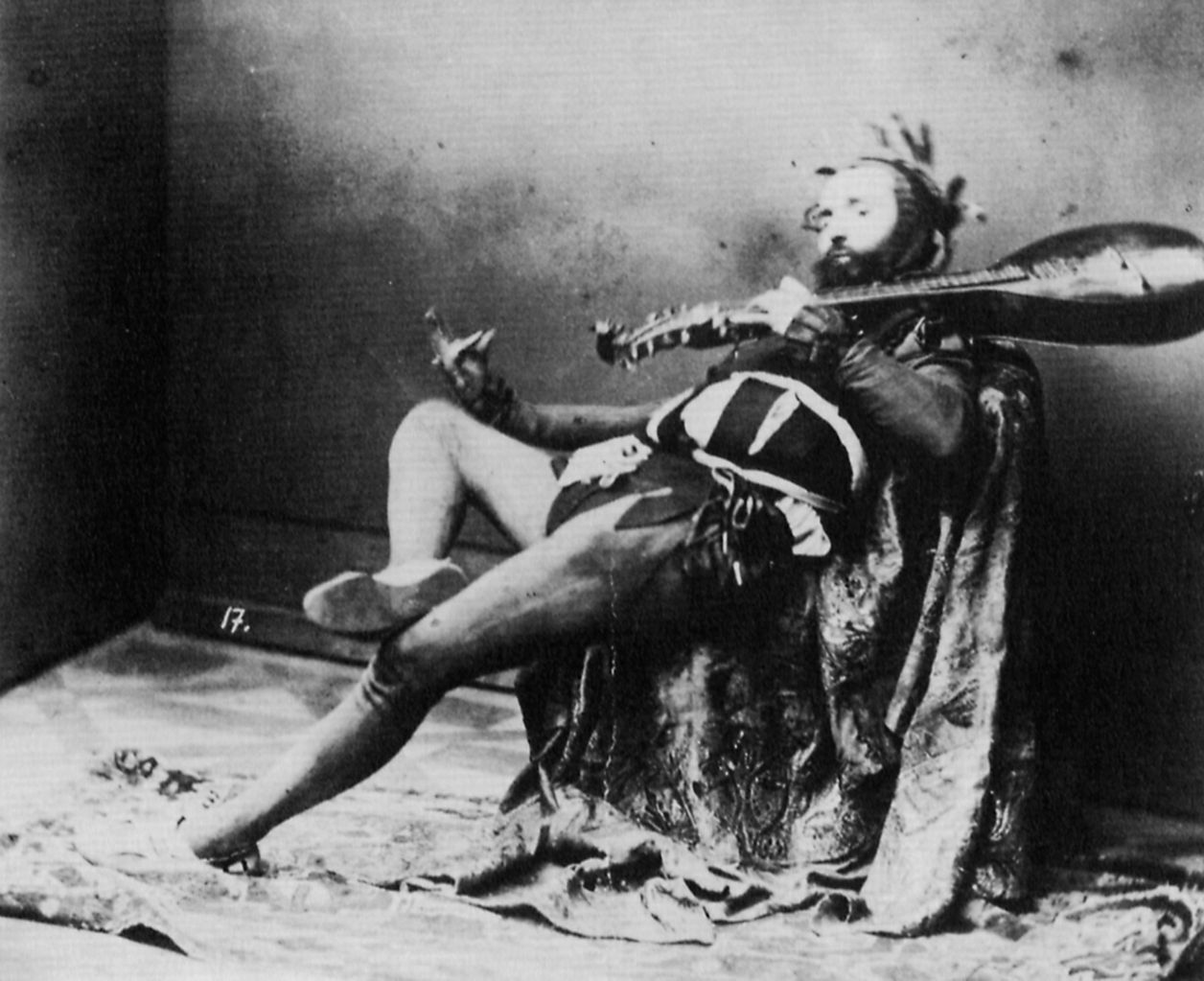
Edmund Harburger als Hofnarr, Aufnahme von Friedrich Müller

Harburger war ein Darsteller einfacher Menschen. Seine humoristischen Genrebilder zeigen Münchner Volkstypen, Kleinbürger, Zechbrüder und Wirtsleute, aber auch Adelige, Beamte, Richter, Professoren und Studenten, häufig in gut erfassten Innenräumen. Seine Figuren stellt er geistvoll witzig, aber nicht karikierend im Sinne von übertrieben und verletzend dar. Neben seinen humoristischen Zeichnungen in Kohle oder weichem Bleistift schuf er auch Ölbilder mit Sujets aus dem Volksleben. Von ihm stammen zahlreiche Interieurstudien, und er malte Stillleben und Porträts, darunter zwölf Selbstbildnisse.
Ausgestellt wurden seine Werke u. a. ab 1871 im Münchner Glaspalast, 1882/84 im Pariser Salon, in der Berliner Akademie und 1905 in der Großen Berliner Kunstausstellung. 1883/84 war er mit 19 Malerkollegen auf einem Münchner Künstlerfächer vertreten. 1890 war er in der Veröffentlichung „Heimstätten münchener Künstler“ mit seinem von ihm selbst erbauten Haus in der Nymphenburger Straße 55 vertreten.

## Werke (Auswahl)
Werke Harburgers findet man in der Neuen Pinakothek in München („Beaux restes“ und „Weinhandel“), im Mainzer Museum (u. a. „Rübenschälerin“ und „Wichtige Auseinandersetzung“), im Darmstädter Museum, im Stadtmuseum München sowie in Museen in Danzig, Göteborg, Leipzig, Münster i. W., Prag, Reichenberg i. B. und Zürich. Bei den meisten der nachfolgend genannten Werke handelt es sich um Bleistift-, Kreide- oder Tuschfeder-Zeichnungen oder Holzstiche.
- Der Biertrinker
- Der Dorfbarbier
- Die Bauernprügelei
- Am stillen Herd
- Wirtshaus in Tirol
- Die Näherin
- Paar, auf Bett sitzend, hinter einem Fächer
- Die Gemütlichen
- Pfeifenraucher (aquarellierte Zeichnung; um 1900)
- Zecher mit leerem Krug (1890)
- Richter und Angeklagter reitzuch.de (Memento vom 8. Mai 2001 im Internet Archive)
- Zwei Männer beim opulenten Speisen (Aquarell; um 1900)
- Zwei Frauen beim Spaziergang im Gespräch (Bleistift)
- Beim Apfelwein (Holzstich; 1904)
- Ein Göttertrunk (Beitrag zur Großen Berliner Kunstausstellung 1905, Nr. 368)
- Portrait eines alten Mannes mit Zylinder und Bierkrug
- Ein bürgerliches Paar (Kohlezeichnung)
- Zwei Bauern und eine alte Frau, stehend in der Stube im Gespräch (Öl auf Leinwand; 1900)
- Stillvergnügt (Mann mit zwei Fässern) (Öl; 1896)
- Drei Männer am Stammtisch (Öl auf Leinwand)
- Kopfbild eines Knaben (in der Art von Morillio; Öl auf Leinwand)
- Frauenportrait mit weißem Kopftuch (1875, Öl)

Für einen beidseitig bemalten Münchener Bilderfächer mit 21 Darstellungen auf 20 Holzsegmenten, entstanden 1883/84 in Öl auf Holz, hat Harburger eine humoristische Szene geliefert.

### Publikationen mit Harburgers Arbeiten
- Die Gartenlaube. Illustriertes Familienblatt
- Fliegende Blätter, 1870–1906
- Friedrich Lennig: Etwas zum Lachen. Mit Illustrationen (Holzstiche) von Edmund Harburger, Mainz: Franz Kirchheim 1872, 200 S., weitere Aufl. 1879, 9. Aufl. 1890, 10. Aufl. 1920
- Die gefährliche Rettung, (Streiche eines Jungen, 9 Bilder mit Versen), 1873/74 (4. Aufl.), Handkolierte Holzstiche, 37 × 27 cm
- Edmund Harburger: 50 Bilder. München, Braun & Schneider, o. J. (um 1890)
- Edmund Harburger: E. Harburger Album, (60 Blatt mit großteils ganzseitigen Abbildungen), München: Braun & Schneider (1882)
- Süddeutsche Monatshefte (1907) (unter anderem mit Karikaturen Harburgers)
- Münchner Humor, Hundert Zeichnungen und Witze von Edmund Harburger, (Jahresgabe 1984/85 der Firma Kaut-Bullinger & Co GmbH & Co KG), München: Fritz Kriechbaumer o. J. (1985), ca. 100 nichtpag. S. m. ganzseit. Karikaturen